# Батово (Ханти-Мансійський район)
Ба́тово (рос. Батово) — село у складі Ханти-Мансійського району Ханти-Мансійського автономного округу Тюменської області, Росія. Входить до складу Сибірського сільського поселення.
Населення — 607 осіб (2010, 368 у 2002).
Національний склад станом на 2002 рік: росіяни — 78 %.